# Some came running: The Original Soundtrack
Some came running: The Original Soundtrack è  la colonna sonora del film Qualcuno verrà (Some Came Running, 1958), diretto da Vincente Minnelli. L'autore dei brani è Elmer Bernstein.
Dopo il successo di Da qui all'eternità, quando fu deciso di creare la versione cinematografica del secondo romanzo capolavoro di James Jones, Qualcuno verrà spettò a Elmer Bernstein realizzare la colonna sonora del film. Il musicista di New York era un grande esperto nel campo, avendo composto nella sua lunga carriera le musiche per numerosi film di fama internazionale quali I dieci comandamenti (1956) e I magnifici sette (1960); la sua abilità stava nello scrivere una musica particolarmente adatta ad accompagnare i singoli momenti salienti della pellicola cinematografica, secondo un’arte che nulla aveva da invidiare al celebre Aleksandr Nevskij di Prokof'ev.
Nei vari brani composti per il film diretto da Vincente Minnelli, che hanno contribuito alla sua celebrità mondiale, si ritrovano tutte le principali qualità dell’arte di Elmer Bernstein che si può senz’altro annoverare tra i maggiori compositori statunitensi del XX secolo.
- Nel primo brano della colonna sonora intitolato Prelude, che accompagna i titoli iniziali del film, la musica assume un tono quasi marziale, martellante e ossessivo, come a voler anticipare la tragedia delle brevissime e sfortunate nozze di David e Ginny; il motivo accompagna il viaggio in autobus di David, ancora in divisa dell’esercito, partito da Chicago per Parkman per pura combinazione dopo una forte ubriacatura ed una violenta zuffa con il teppista Raymond Lanchak, pretendente respinto di Ginny, che odia ferocemente per tale motivo l’ex militare.
- Il brano della seconda scena Fifty Dollars ha un tono completamente differente, tenero e malinconico ad un tempo; David si rende conto con amarezza e anche un po’ di rimorso di aver destato colpevolmente in Ginny l’impressione della sua sincera attenzione verso la ragazza, una giovane prostituta di notevole bellezza ma tanto candida e ingenua quanto poco dotata di istruzione e buona educazione; cerca perciò di far qualcosa per rimediare almeno in piccola parte al suo errore regalando a Ginny ben 50 dollari per poter riposare in un alberghetto e successivamente far ritorno a Chicago.
- Il terzo brano che si ode nel film è Home Town; dopo aver lasciato Ginny, David non prende minimamente in considerazione l’idea di recarsi dal fratello maggiore Frank, che lo aveva relegato nell’ospizio Dilman quasi come un peso fastidioso di cui sbarazzarsi alla prima occasione. Decide quindi di stabilirsi nella stanza migliore del Parkman Hotel, secondo quanto si era ripromesso di fare nel caso fosse un giorno ritornato nella sua città. Come per togliersi un sassolino dalla scarpa, chiede al portiere di depositare una rimessa bancaria di 5000 dollari (vinti giocando con i dadi) nella banca concorrente del Credito di Parkman, l’istituto di cui Frank Hirsh è membro del Consiglio direttivo.
- Il motivo successivo Dave’s Double Life fa da sfondo alla scena in cui David si trova solo nella sua camera al Parkman Hotel; l’animo dell’ex militare è turbato e inquieto e i pensieri più vari si accavallano nella sua mente. Come per consolarsi almeno un po’, si versa un’abbondante dose di whisky e si affaccia sulla finestra per gettare uno sguardo verso la gioielleria di Frank, che a dispetto dell’insegna FRANK HIRSH appartiene in realtà alla moglie Agnese, la quale l’aveva ereditata dal padre. Il tema conduttore che introduce il motivo riapparirà più avanti accanto al leitmotiv di Ginny.
- Il brano Smitty’s Cocktail Hour/Quonset ha un tono vivace e scanzonato e accompagna il momento in cui David incontra un’anziana e gioviale signora, Jane Barclay, davanti all’ingresso del locale di Smitty. Jane riconosce immediatamente David, malgrado siano trascorsi ben sedici anni dal loro ultimo incontro, e dopo averlo salutato cordialmente gli ricorda il periodo in cui da ragazzo egli si recava nel negozio gestito dalla signora per «scroccare» un po’ di liquirizia a credito quando era a corto di spiccioli.
- Il motivo The View of Parkman, che ha un andamento quasi da marcia trionfale di celebrazione, fa la sua comparsa durante il viaggio di Frank e David in auto per le vie di Parkman. Dopo aver convinto David ad accettare un invito a pranzo per rivedere la nipote Diana (Dawn), divenuta una graziosa e giovanissima signorina, Frank descrive al fratello minore i suoi grandi progetti per il centenario di Parkman, senza però riscuotere l’attenzione di David che cambia argomento parlando dell’avvenente Edith Barclay, figlia di Jane e segretaria di Frank nella gioielleria. Frank, infastidito dalla digressione, esprime il suo (finto) disinteresse per le segretarie accompagnandolo con un consiglio (peloso) per David, il quale glielo ricorderà più avanti in ben diversa situazione.
- Il successivo brano si intitola Gwen e costituisce il motivo musicale del ballo di David con Gwen, in un club di Parkman di cui sono soci Frank e Agnese. Gwen è una giovane e affascinate insegnante di letteratura che ha manifestato ai coniugi Hirsh il desiderio di parlare con David, di cui conosce e ammira i romanzi da lui scritti e pubblicati, offrendosi peraltro generosamente di fornirgli aiuto a riprendere l’attività di scrittore da tempo interrotta.
- Come il brano precedente, Better Beguine si riferisce all’incontro tra David e Gwen, qui ripresi mentre conversano nel bar del club. David è sorpreso dell’attenzione di Gwen per i suoi romanzi e, dopo aver ingollato un triplo whisky, chiede alla ragazza di dargli uno strappo in automobile.
- In Thwarted l’andamento quieto, quasi cullante della musica (in cui spicca il duetto di clarinetto e flauto) desta un netto contrasto con la conversazione non proprio amabile e cordiale tra David e Gwen durante il viaggio in automobile; forse eccitato dall’alcol, l’ex militare cerca in modo sfacciato di guadagnarsi la confidenza della ragazza usando un linguaggio ben poco (o punto) signorile, mentre Gwen con fermezza e dignità conferma la sua disponibilità ad aiutare lo scrittore a riprendere l’attività respingendo le proposte al limite della scurrilità da parte del medesimo. Esasperato dal contegno cortese ma fermo di Gwen, David chiede all’insegnante di lasciarlo davanti al locale di Smitty.
- Il motivo vivace e scalpitante di On the Head si ode nel momento in cui David entra nel locale di Smitty, dove con sua sorpresa ritrova Ginny (che credeva già ripartita per Chicago) in compagnia di Raymond Lanchak. Il teppista cerca di intimidire David intimandogli di girare al largo ma senza successo; l’ex militare si reca nel retrobottega del locale per giocare a carte con Bama «Fischio» Dillert, non senza aver prima dato appuntamento a Ginny per ritrovarsi a fine partita.
- Il ritmo serrato di Short Noise  accompagna la scena in cui Ginny allontana Raymond Lanchak che la importuna, cercando di convincerla (soprattutto con le cattive) a ripartire insieme con lui per Chicago sul bus che parte a mezzanotte.
- In Like Wow riappare il tema già udito in Smitty’s Cocktail Hour; è il momento  in cui fa la sua prima apparizione Rosalie, la ragazza di Fischio che entra nel locale di Smitty assieme a un gruppo di giovani donne che lavorano nella manifattura dei reggiseni di Parkman.
- Il tema tipicamente latino-americano di Mambo for Ginny  fa da sfondo musicale durante la conversazione tra  Ginny e David nel locale di Smitty. La ragazza confessa con disarmante ingenuità allo scrittore la sua precedente attività (ben poco dignitosa per una donna) in un club di Chicago, le sue aspirazioni di divenire un giorno indossatrice e il sentimento d’amore che prova per lui, senza mostrare alcun risentimento di fronte al l’atteggiamento beffardo e canzonatorio dell’ex militare nei suoi confronti.
- In Fight ricompare il brano di Fifty Dollars, seguito da un episodio di grande violenza musicale con il ritmo energicamente scandito da percussioni e pianoforte; è il momento in cui Ginny e David escono dal locale di Smitty per recarsi in casa di Fischio, allorché Raymond Lanchak in un vicolo buio aggredisce David provocando l’intervento dello sceriffo che arresta i due contendenti per la zuffa ed il disturbo della quiete pubblica.
- Il motivo di Gwen’s Theme rivela la mano esperta di scrittore e orchestratore di Elmer Bernstein; la musica (che per pathos ed eleganza ricorda il tempo lento del Secondo Concerto per pianoforte di Čajkovskij, specie nel duetto tra violino e violoncello) accompagna la scena della visita di David a casa di Gwen che legge la bozza del romanzo lasciato incompiuto dall’autore. Se il tema di Gwen richiama l’idea di pace e serenità, il successivo Metamorphosis ha un tono più animato che ben si adatta alla scena in cui Gwen cede completamente davanti alla foga amorosa di David.
- Anche Frank Rejected ha un tono animato e nervoso e riprende dopo una breve introduzione il motivo di Dave’s Double Life; Agnese , di cattivo umore dopo aver udito alla radio la notizia della condanna di David per la zuffa con Raymond Lanchak, rifiuta la proposta di uscire con Frank, il quale si reca nella gioielleria dove trova Edith Barclay che accetta l’idea di un viaggio in automobile nei dintorni di Parkman assieme al suo datore di lavoro.
- Tryst è il primo brano della colonna sonora non proveniente direttamente dalla penna di Elmer Bernstein; si basa infatti sul motivo conduttore della canzone To Love and Be Loved di Jimmy van Heusen. È il momento in cui Frank e Edith Barclay compiono un viaggio in auto presso il fiume Ohio dopo aver lasciato la gioielleria.
- Comes the Dawn consiste in una variazione, annunciata dal sassofono, del tema già udito in Tryst; Diana, che si trova assieme a Billy (Wally) nell’auto di questi, rimane profondamente addolorata e sconvolta nel vedere il padre mentre bacia appassionatamente Edith, senza che Frank Hirsh se ne accorga.
- Il tema di Rejection è praticamente lo stesso di Metamorphosis; Gwen si mostra pentita di aver ceduto alle lusinghe amorose di David, avendo ripensato a mente fredda su taluni lati caratteriali dello scrittore ben poco apprezzati dalla ragazza. Di conseguenza, dopo un’animata discussione, Gwen respinge la proposta di David che vorrebbe sposarla. All’ex militare, deluso e irato del rifiuto, non rimane che accettare di partire per Terre Haute e Indianapolis assieme a Fischio, Ginny e Rosalie.
- Il motivo di To Love and Be Loved già udito in precedenza si ripresenta nella scena in cui Frank e Agnese ascoltano la radio angosciati per la fuga di Diana da casa, conseguente al flagrante adulterio del padre con la sua segretaria.
- Dawn at Dawn costituisce un’altra variazione sul motivo di To Love and Be Loved; dopo essere stata convinta dallo zio David a fare ritorno a casa in autobus per non tenere in angoscia i propri genitori, una volta giunta a tarda ora a Parkman Diana rifiuta fermamente di rispondere alle loro domande quando le chiedono conto del perché del suo gesto, a prima vista sconsiderato e irresponsabile.
- Discovery è il titolo del brano dal tono doloroso e mesto che si ode quando Edith dice a Frank che andrà via da Parkman dopo che David ha rivelato al fratello maggiore il motivo che ha indotto Diana a fuggire a Terre Haute, spinta  dallo sconforto e dalla vergogna per il gesto del padre. Nel successivo Parting, dopo un assai breve intermezzo del sassofono con il pianoforte, si ode nuovamente il tema di Gwen; la giovane insegnante, rimasta scandalizzata dalla confessione di Ginny (che le ha rivelato il suo amore profondo per David con il quale si trovava in compagnia quando questi era partito per Terre Haute e Indianapolis), respinge con parole durissime lo scrittore che si era recato a trovarla. Quando David, avvilito, è obbligato ad andarsene, Gwen scoppia in lacrime coprendosi il viso con le mani.
- Il tema di Ginny (già udito in precedenza) ritorna nella scena altamente drammatica e commovente in cui Ginny , mentre piange dolorosamente, implora David di innamorarsi di lei che lo ama tanto.
- The Noblest Act è il motivo che accompagna il gesto di David allorché si offre di sposare Ginny, avendo finalmente compreso la grande bontà d’animo della ragazza ed il suo sincero amore per lui; segue una variazione del leitmotiv di Ginny quando ella accetta con grande felicità la inattesa proposta di matrimonio da parte dello scrittore, fino a poco prima burbero e scontroso.
- Tired è un’ulteriore variazione del tema To Love and Be Loved; è il momento in cui David spiega a Fischio le ragioni che lo hanno portato alla decisione di sposare Ginny. In No Help ricompare invece il motivo di  Dave’s Double Life, allorquando Fischio dichiara di aver perso un amico, non potendo accettare l’idea che David intenda legarsi a vita con una ragazza poco intelligente e per giunta prostituta. L’assai breve motivo di Reflection  si riferisce al momento in cui David, dopo che Fischio è uscito di casa per manifestare la sua disapprovazione, solleva la cornetta del telefono per parlare con il giudice di pace cui spetta celebrare le nozze civili tra lo scrittore di romanzi e Ginny.
- Il motivo martellante e impetuoso di  Live It Up compare allorquando un giovane entra precipitosamente nel locale di Smitty per riferire a Fischio che Raymond Lanchak è ritornato a Parkman in stato di ubriachezza ed ha portato con sé una pistola allo scopo di uccidere David, dopo aver saputo che lo scrittore ha sposato Ginny.
- Pursuit, Part 1 è un brano dal tono inquietante e angoscioso che rappresenta musicalmente con grande efficacia la frenesia omicida di Raymond Lanchak mentre si aggira ubriaco tra il folto pubblico presente nella fiera notturna per il centenario di Parkman, con l’intento di incontrare David per ucciderlo.
- In Pursuit, Part 2 riappare il motivo di Prelude udito all’inizio del film; mentre David e Ginny discutono di progetti per l’avvenire senza minimamente prevedere il grande pericolo incombente, Raymond Lanchak scorge i due novelli sposi che passeggiano tra la folla affacciandosi dalla finestra di un edificio.
- Denouement descrive il momento in cui Raymond Lanchak si fa largo tra la folla per arrivare a distanza di tiro; quando ciò gli riesce,  prende la mira e spara ferendo a un braccio David che cade a terra.
- Il tema dal tono tragico e doloroso di Shock fa da sfondo alla conclusione del gesto criminale di Raymond Lanchak, il quale, avvicinatosi per dare il colpo di grazia allo scrittore preme di nuovo il grilletto, quando con un balzo Ginny intrepidamente fa scudo a David con il proprio corpo. Colpita alla schiena la coraggiosa ragazza muore tra le braccia del marito, vivo ma affranto dal dolore.
- Catharsis è il motivo che risuona nella toccante scena finale del film, la cerimonia funebre di Ginny nel cimitero di Parkman, dove accompagna il celebrante che recita i versi del Salmo 23. Oltre a David (con il braccio fasciato per la ferita) sono presenti il professor Robert French assieme alla figlia Gwen, Jane Barclay, Rosalie e le colleghe di fabbrica di Ginny. È presente anche Fischio che, commosso dal gesto eroico di Ginny, si leva il cappello dal capo per la prima e unica volta in tutto il film come per rendere il giusto omaggio alla ragazza da lui disprezzata quando era in vita.

Accanto ai brani espressamente composti da Bernstein per la colonna sonora di cui sopra, si odono nel film anche altri motivi che sottolineano momenti salienti dell’opera cinematografica di Minnelli.
- Blues è il brano introduttivo che accompagna la scena ambientata in un night-club di Terre Haute; si vede Rosalie decisamente sbronza dirigersi con passo malfermo verso il tavolino dove si trovano David, Ginny e Fischio.
- After You've Gone  è una canzone composta da Henry Creamer e Turner Layton. Nel film di Minnelli è un trio maschile che canta nel night-club di cui sopra ad annunciarne i primi versi, provocando in tal modo l’intervento di Ginny. La ragazza, al pari di Rosalie piuttosto brilla, si alza dal posto dov’è seduta per cantare pure lei il brano sebbene con voce alquanto impastata a causa del troppo alcol bevuto. Due uomini, forse una coppia di buttafuori del locale, impongono a David di far tacere la ragazza per evitare grane maggiori. David provvede, convincendo Ginny a ballare con lui nel momento in cui  l’orchestra ed il trio vocale eseguono il motivo di To Love and Be Loved. Mentre ballano, Ginny chiede a David se è vero che lui ha il «tira - tira» per Gwen secondo quanto le ha riferito Rosalie.
- Il tema di Don’t Blame Me è opera di Jimmy McHugh; nel film è ancora  il trio che canta nel night-club ad eseguirlo nel corso della serata che vede anche l’incontro casuale di David con la nipote Diana (ubriaca fradicia) in compagnia di un attempato commesso viaggiatore.
- La serie intitolata Calliope si compone di quattro brani (l’ultimo dei quali non inserito nel film) composti per solo organo, che accompagnano la scena notturna che precede le nozze di David e Ginny davanti al giudice di pace, in cui campeggia la grande ruota da luna-park con luci colorate nella piazza di Parkman dove si celebra la fiera del centenario.
- Waltz Around, infine, è un motivo di ballo da sagra paesana intonato da una banda, che si ode una prima volta quando Ginny e David, novelli sposi, escono dall’ufficio del giudice di pace Baskin dopo la celebrazione delle nozze ed una seconda volta immediatamente dopo la morte di Ginny.